# O jedności Kościoła Bożego
O jedności Kościoła Bożego pod jednym Pasterzem i o greckim od tej jedności odstąpieniu – dzieło religijne Piotra Skargi, wydane w Wilnie w 1577.
O jedności Kościoła Bożego było pierwszą wydaną książką Skargi. Drugie jej wydanie ukazało się w 1596 pod zmienionym tytułem O rządzie i jedności Kościoła Bożego….
Dzieło poświęcone było tematowi zakończenia schizmy wschodniej i powrotu Kościoła prawosławnego do wspólnoty z Kościołem rzymskim i z papieżem jako jego głową, zgodnie z ideami wypracowanymi na soborze florenckim. Na gruncie polskim realizacją tych idei była późniejsza unia brzeska (1596), w której przygotowaniu brał udział Skarga.